# Johann August Eberhard

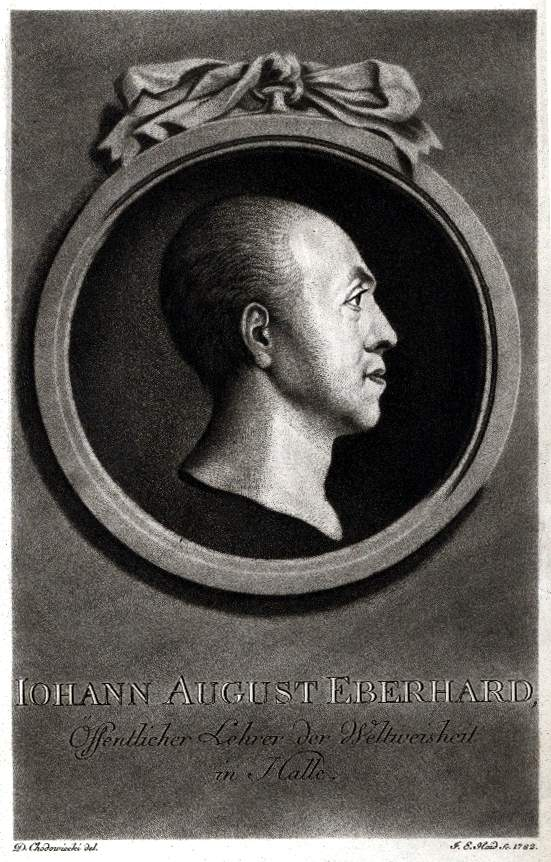
Johann August Eberhard

Johann August Eberhard (auch: Eberhardt; * 31. August 1739 in Halberstadt; † 6. Januar 1809 in Berlin) war ein deutscher Philosoph.

## Leben
Eberhard studierte in Halle Theologie, Philosophie und klassische Philologie. 1763 wurde er in Halberstadt Konrektor am Gymnasium und Prediger, 1774 Prediger in Charlottenburg. Er trat in eine enge Verbindung zur Berliner Aufklärung, vor allem zu Friedrich Nicolai und Moses Mendelssohn.
1772 erschien seine erste Veröffentlichung, Neue Apologie des Sokrates, oder Untersuchung von der Seligkeit der Heiden, von der bereits 1773 eine vermehrte Auflage erschien. Er kritisierte hier, im Namen eines rationalen Glaubenssystems, Dogmen der orthodoxen Theologie, darunter die Lehre von der kollektiven Verdammtheit der Heiden sowie die Lehre von der ewigen Höllenstrafe. Eberhard stützte sich zeit seines Lebens auf die Philosophie von Leibniz und Christian Wolff, kritisiert in diesem Werk aber zugleich die Leibnizsche Theodizee wegen der These von der ewigen Verdammnis. Lessing warf Eberhard 1773 in zwei Essays vor, Leibniz missverstanden zu haben (Leibniz von den ewigen Strafen und Des Andreas Wissowatius’ Einwürfe wider die Dreieinigkeit); Eberhard reagierte hierauf 1778 mit einem zweiten Band des Sokrates.
1776 veröffentlichte Eberhard die Schrift Allgemeine Theorie des Denkens und Empfindens, die im selben Jahr mit dem Preis der Königlichen Akademie der Wissenschaften in Berlin ausgezeichnet wurde. Vor allem auf Grund des Erfolgs dieser Schrift erhielt Eberhard 1778 den Ruf als Professor für Philosophie an die damals wichtigste preußische Universität, die Universität Halle. Eberhard wurde damit Nachfolger von Georg Friedrich Meier, der wiederum Nachfolger von Christian Wolff war; Kant hatte zuvor den Ruf nach Halle abgelehnt. Eberhard wurde zu einem der wichtigsten Vertreter der Leibniz-Wolffischen Philosophie (der „Halleschen Schulphilosophie“) und veröffentlichte Schriften zu sämtlichen Bereichen der Philosophie: zur rationalen Theologie, zur Moralphilosophie, zur Ästhetik, zur Erkenntnistheorie, zur Philosophiegeschichte. 1786 wurde er Mitglied der Preußischen Akademie der Wissenschaften in Berlin.
Eberhard war ferner Mitglied der von 1785 bis 1810 bestehenden Literarischen Gesellschaft Halberstadt.
1789 veröffentlichte Eberhard eine Serie von sieben Aufsätzen zu Kants Kritik der reinen Vernunft, worin er die Leibniz-Wolffsche Philosophie gegen Kants Angriffe verteidigte. Er kritisierte Kants Auffassung von der Beschränktheit der theoretischen Erkenntnis und versuchte zu zeigen, dass man das Wahre von Kants Philosophie bereits bei Leibniz finden könne. Kant reagierte hierauf 1790 mit der Schrift Über eine Entdeckung, nach der alle neue Kritik der reinen Vernunft durch eine ältere entbehrlich gemacht werden soll.
Als 1797 eine Arbeit von Kant von der Berliner Zensurbehörde zurückgewiesen wurde (Erneuerte Frage, ob das menschliche Geschlecht im beständigem Fortschreiten zum Besseren sei), plädierte Eberhard in einem Gutachten von 1798 für die ungekürzte Veröffentlichung (Kant veröffentlichte die Schrift im selben Jahr als zweiten Abschnitt des Streits der Fakultäten). Ebenso verteidigte Eberhard 1799 im sogenannten Atheismusstreit Fichte gegen den Vorwurf des Atheismus, und zwar mit den Schriften Über den Gott des Herrn Prof. Fichte und den Götzen seiner Gegner sowie Versuch einer genauen Bestimmung des Streitpunktes zwischen Herrn Prof. Fichte und seinen Gegnern. Eberhard kritisierte in seiner Verteidigung zugleich die Fichtesche Philosophie – wegen der Trennung der Erkenntnisvermögen –, weshalb Fichte sich gegen Eberhards Verteidigung zur Wehr setzte.
Auf Eberhards Ansichten haben neben Leibniz, Christian Wolff und Alexander Gottlieb Baumgarten die Berliner Aufklärer Moses Mendelssohn und Friedrich Nicolai eingewirkt, welch letzterer auch eine Gedächtnisschrift (Berlin 1810) auf ihn verfasste.
Eberhards bekanntester Schüler war Friedrich Schleiermacher.

## Werke (Auswahl)
- Antrittspredigt in Charlottenburg gehalten am Sonntage Judica den 20. Merz 1774 über I. Corinther 2,2. Nicolai, Berlin 1774. (Digitalisat)
- Neue Apologie des Sokrates oder Untersuchung der Lehre von der Seeligkeit der Heiden. Berlin: 1776–78. Hildesheim: Olms, Nachdr. der Ausg. Berlin, Stettin, Nicolai. Hrsg. von Walter Sparn.
  - Band 1. (Digitalisat)
  - Band 2. (Digitalisat)
- Die Reine Liebe in dem zukünftigen Leben. Philosophisches Romänlein an den Mufty. Frankfurt/Leipzig 1773. (Digitalisat)
- Betrachtungen über Wundergaben, Schwärmerey, Toleranz, Spott, und Predigtwesen. Nicolai, Berlin/Stettin 1777. (Digitalisat)
- Vorbereitung zur natürlichen Theologie. Waisenhaus, Halle 1781. (Digitalisat)
- Sittenlehre der Vernunft, zum Gebrauch seiner Vorlesungen.  Nicolai, Berlin 1781. (Digitalisat) 2. Aufl. 1786. Reprint Frankfurt am Main: Athenäum-Verlag 1971.
- Theorie der schönen Künste und Wissenschaften. Waisenhaus, Berlin 1783. (Digitalisat) 3. Aufl. 1790.
- Allgemeine Geschichte der Philosophie (Berlin 1788, 2. Aufl. 1796) (Digitalisat)
- Handbuch der Aesthetik für gebildete Leser aus allen Ständen. 4 Bände. Hemmerde & Schwetschke, Halle 1803–1805. (Band 2) 2. Aufl. 1807–20.
- Der Geist des Urchristenthums. (Halle 1807–1808, 3 Bde.). Hildesheim: Olms, Nachdr. der Ausg. Halle, Renger, 1807. Hrsg. von Walter Sparn.
- Vermischte Schriften. (Halle 1784–88, 2 Bde.).
- Allgemeine Theorie des Denkens und Empfindens. Nachdr. d. Ausg. Berlin, Voss, 1776. Hildesheim; Zürich; New York: Olms 1984. ISBN 3-487-07431-1.
- Ueber die Zeichen der Aufklärung einer Nation: eine Vorlesung gehalten … zu Halle den 11. Febr. 1783. Halle 1783.
- Ueber den Werth der Empfindsamkeit besonders in Rücksicht auf die Romane. Halle 1786.
- Nachschrift über den sittlichen Werth der Empfindsamkeit. Halle 1786.
- Kurzer Abriss der Metaphysik: mit Rücksicht auf den gegenwärtigen Zustand der Philosophie. Halle 1794.
- Sitne adspectabile quid et ab ipsa remuneratione diversum, exspectandum die instantis reditus Christi ad iudicium extremum?. Halle 1796.
- Ist die Augsburgische Confession eine Glaubensvorschrift der lutherischen Kirche? Eine historische Untersuchung zur Beruhigung der Regierungen … / In Briefen eines alten Lutherischen Predigers [i.e. Johann August Eberhard] an seine jüngern Amtsbrüder. Halle 1797.
- Versuch einer genauern Bestimmung des Streitpunktes zwischen Herrn Prof. Fichte und seinen Gegnern. Halle 1799.
- Ueber den Gott des Herrn Professor Fichte und den Goetzen seiner Gegner: Eine ruhige Prüfung seiner Appellation an das Publikum in einigen Briefen. Halle 1799.
- Wilhelm Ludwig Gottlob von Eberstein: Versuch einer Geschichte der Fortschritte der Philosophie in Deutschland vom Ende des vorigen Jahrhunderts bis auf gegenwärtige Zeit. Johann August Eberhard (Hrsg.). Halle 1799.
- Johann August Eberhards Versuch einer allgemeinen deutschen Synonymik in einem kritisch-philosophischen Wörterbuche der sinnverwandten Wörter der hochdeutschen Mundart. (Halle 1795 bis 1802, 6 Bde.; fortgesetzt und erweitert von Maaß, 1818–21, 12 Bde.; 4. Aufl. von Meyer, Leipzig 1853, 2 Bde.).
- Johann August Eberhard's Synonymisches Handwörterbuch der deutschen Sprache für alle, die sich in dieser Sprache richtig ausdrücken wollen. Nebst einer ausführlichen Anweisung zum nützlichen Gebrauche desselben. (Halle 1802; 13. Aufl. von Lyon und Wilbrandt, Leipzig 1882). (Digitalisat)
- Sieben Aufsätze zur Kritik an Kant, erschienen im Philosophischen Magazin von 1789, in: Immanuel Kant: Der Streit mit Johann August Eberhardt. Hrsg. von Marion Lauschke und Manfred Zahn. Hamburg: Meiner 2003, S. 1–107, ISBN 3-7873-1647-7.
- Ueber Staatsverfassungen und ihre Verbesserung: [ein Handbuch für deutsche Bürger und Bürgerinnen aus den gebildeten Ständen]. Nachdr. der Ausg. Berlin, Voss, 1793 und 1794 / hrsg. von Walter Sparn. Hildesheim; Zürich; New York: Olms-Weidmann 2002. ISBN 3-487-11607-3.
- Leibniz-Biographien. (Enth.: Gottfried Wilhelm Freyherr von Leibnitz / Johann August Eberhard. - Lebensbeschreibung des Freyherrn von Leibnitz / Johann Georg von Eckhart). Hildesheim; Zürich; New York: Olms 1982. ISBN 3-487-07239-4.
- Observationes in aliquot locos Prophetarum minorum. Halle 1805.